# Petr Vrána (politik)
Petr Vrána (* 4. ledna 1975 Přerov) je český politik a obchodní manažer, v letech 2017 až 2020 a opět od října 2021 poslanec Poslanecké sněmovny PČR, od roku 2016 zastupitel Olomouckého kraje (2016 až 2018 též radní, 2018 až 2020 náměstek hejtmana a od roku 2024 opět radní kraje), od roku 2014 zastupitel (v letech 2014 až 2022 také radní) a od roku 2022 primátor města Přerov, bývalý člen ODS, nyní člen hnutí ANO.

## Život
Vystudoval střední průmyslovou školu v Přerově (maturoval v roce 1993) a následně absolvoval Ekonomickou fakultu Vysoké školy báňské – Technické univerzity Ostrava (promoval v roce 2000 a získal titul Ing.).
Pracuje jako obchodní manažer v přerovské chemičce Precheza, na starosti má trh západní Evropy a oblasti Afriky.
Petr Vrána žije ve městě Přerov, konkrétně v části Přerov I-Město.

## Politické působení
Od roku 2006 byl členem ODS, za niž neúspěšně kandidoval v komunálních volbách v letech 2006 a 2010 do Zastupitelstva města Přerova (v roce 2006 skončil na pozici prvního náhradníka). V roce 2012 z ODS vystoupil a později se stal členem hnutí ANO 2011. V komunálních volbách v roce 2014 byl z pozice lídra kandidátky hnutí ANO 2011 zvolen zastupitelem města Přerov. V listopadu 2014 se stal navíc radním města. Ve volbách v roce 2018 post zastupitele města obhájil. Zůstal také radním města.
V krajských volbách v roce 2016 byl zvolen za hnutí ANO 2011 zastupitelem Olomouckého kraje. V listopadu 2016 se navíc stal neuvolněným radním kraje a od prosince 2018 pak neuvolněným náměstkem hejtmana. Ve volbách v roce 2020 mandát krajského zastupitele obhájil. Skončil však v pozici náměstka hejtmana. Ve volbách v září 2024 opět obhájil z pozice člena hnutí ANO mandát zastupitele Olomouckého kraje. Zároveň byl krátce poté zvolen neuvolněným členem nové krajské rady.
Ve volbách do Poslanecké sněmovny PČR v roce 2013 kandidoval za hnutí ANO 2011 v Olomouckém kraji, ale neuspěl. Podařilo se mu to až ve volbách v roce 2017, když byl zvolen poslancem v Olomouckém kraji, a to ze druhého místa kandidátky.
Ve volbách do Senátu PČR v roce 2020 kandidoval za hnutí ANO 2011 v obvodu č. 63 – Přerov. V souvislosti s kandidaturou se ke konci července 2020 vzdal mandátu poslance. Nahradila jej Irena Blažková. V prvním kole získal 20,65 % hlasů, a postoupil tak ze 2. místa do druhého kola, v němž prohrál s kandidátkou KDU-ČSL Jitkou Seitlovou poměrem hlasů 44,09 % : 55,90 %, a senátorem se tak nestal.
Ve volbách do Poslanecké sněmovny PČR v roce 2021 kandidoval za hnutí ANO 2011 na 4. místě v Olomouckém kraji. Získal 2 732 preferenčních hlasů, a stal se tak poslancem.
V komunálních volbách v roce 2022 obhájil za hnutí ANO mandát přerovského zastupitele, a to z pozice lídra kandidátky. V polovině října 2022 se stal novým primátorem města, když jeho vítězné hnutí ANO uzavřelo koalici s uskupením „Pomáháme městu – ODS a nezávislé osobnosti“ a uskupením „KDU-ČSL a TOP 09“. Vystřídal tak svého stranického kolegu Petra Měřínského.
Ve volbách do Poslanecké sněmovny PČR v roce 2025 měl původně být lídrem hnutí ANO v Olomouckém kraji, nakonec se však lídrem kandidátní listiny hnutí v kraji stal bývalý ministr obrany Lubomír Metnar. Vrána se tak posunul na 3. místo kandidátky.